# Margarita de Brandeburgo (1410-1465)
Margarita de Brandeburgo (1410 - 27 de julio de 1465, Landshut) fue una princesa de Brandeburgo por nacimiento y a través de sucesivos matrimonios Duquesa de Mecklemburgo, Duquesa de Baviera-Ingolstadt y Condesa de Waldenfels.
Margarita era hija del Elector Federico I de Brandeburgo (1371-1440) de su matrimonio con Isabel de Baviera-Landshut (1383-1442), hija del Duque Federico de Baviera-Landshut. Hermanos de Margarita eran Federico II y Alberto III Aquiles, quienes gobernaron sucesivamente sobre Brandeburgo.
Se casó en 1423 con el Duque Alberto V de Mecklemburgo, pero él murió poco después del matrimonio, incluso antes de que pudieran empezar a vivir juntos. Margarita recibió como dote Dömitz y Gorlosen de su padre.
El 20 de julio de 1441 Margarita se casó con Luis VIII de Baviera-Ingolstadt (1403-1445), para asegurar la paz en el territorio. A través de este matrimonio, Luis recuperaba posesiones que había perdido del Elector Federico I durante la guerra bávara de 1420-1422. Nacieron dos hijos de este matrimonio. Sin embargo, ambos murieron en la infancia.
En 1446, finalmente, Margarita se casó secretamente con su tutor, el Conde Martín de Waldenfels (m. 1471). Esta relación fue incorporada a la tragedia Luis el Barbudo por Georg Köberle, publicada en 1844.